# Raub (Deutschland)
Der Raub ist ein Tatbestand des deutschen Strafrechts. Er ist im 20. Abschnitt des Besonderen Teils des Strafgesetzbuchs (StGB) in § 249 normiert. § 249 StGB kombiniert die Tatbestände des Diebstahls (§ 242 StGB) und der Nötigung (§ 240 StGB) und versieht sie mit einer gegenüber beiden Delikten erhöhten Strafandrohung.
Der Raubtatbestand schützt das Eigentum und die Willensfreiheit des Opfers. Wegen Raubs macht sich strafbar, wer eine fremde bewegliche Sache mittels Gewalt gegen eine Person oder unter Androhung einer gegenwärtigen Gefahr für Leib und Leben wegnimmt. § 249 StGB steht in engem sachlichen Zusammenhang zu den Erpressungsdelikten (§ 253, § 255 StGB), die Nötigungen unter Strafe stellen, die in Bereicherungsabsicht begangen werden. Da dies begrifflich die Nötigung zur Duldung der Wegnahme, also zur Duldung von Raubhandlungen, mit einschließt, bestehen Abgrenzungsschwierigkeiten zwischen Raub und Erpressung, die bis heute nicht aufgelöst wurden. Große Bezüge zum Raub weisen ebenfalls der räuberische Diebstahl (§ 252 StGB), der räuberische Angriff auf Kraftfahrer (§ 316a StGB), der erpresserische Menschenraub (§ 239a StGB) und die Geiselnahme (§ 239b StGB) auf. Beim sog. Kunstraub handelt sich dagegen um ein historisch-empirisches Phänomen und rechtspolitisches Schlagwort, nicht aber notwendig um einen Raub im rechtstechnischen Sinn.
Für den Raub kann eine Freiheitsstrafe von einem bis zu fünfzehn Jahren verhängt werden (vgl. § 38 Abs. 2 StGB). Wegen seiner hohen Mindeststrafe handelt es sich beim Raub gemäß § 12 Abs. 1 StGB um ein Verbrechen. Daher sind nach § 23 Abs. 1 StGB der Versuch und nach § 30 StGB bestimmte vorbereitende Handlungen strafbar. Gemäß § 138 Abs. 1 Nr. 7 StGB handelt es sich beim Raub ferner um einen Tatbestand, dessen Nichtanzeige strafbar sein kann. § 250 StGB erhöht als Qualifikation des Raubs die Mindeststrafandrohung für bestimmte, besonders gefährliche Begehungsweisen auf drei bis fünf Jahre. Die Erfolgsqualifikation § 251 StGB erhöht die Strafe nochmals, wenn der Täter durch seine Raubtat den Tod eines anderen Menschen verursacht.
Die Raubdelikte machen einen Anteil von unter einem Prozent an allen gemeldeten Straftaten aus. Die Aufklärungsquote lag 2022 mit 59,9 % im Vergleich zu anderen gemeldeten Delikten auf einem hohen Niveau. Seit den 1990er Jahren haben sich Fallzahlen und Häufigkeit mehr als halbiert. Der Kriminalitätsrückgang in Deutschland folgt damit dem Trend, der in allen westlichen Ländern zu beobachten ist.
Außerhalb Deutschlands enthalten zahlreiche moderne Rechtsordnungen Raubdelikte. Die Schweizer Raubdelikte weisen eine vergleichbare Systematik wie die deutschen auf. Auch die österreichischen Raubdelikte weisen große Parallelen zum deutschen Recht auf, kennen allerdings keinen Tatbestand der räuberischen Erpressung. Das französische Strafrecht behandelt den Raub als Qualifikation des Diebstahls, die mit bis zu fünf Jahren Freiheitsstrafe bestraft wird. Eine gegenüber dem deutschen Recht erhöhte Strafandrohung sehen allerdings qualifizierte Begehungsformen des Raubs vor, etwa der Raub mit Waffen, der mit mindestens zehn Jahren Freiheitsstrafe geahndet wird. Im Strafrecht von England und Wales ist der Begriff des Diebstahls als Anknüpfungspunkt des Raubs wesentlich weiter gefasst als im deutschen Recht und umfasst beispielsweise auch die Pfandkehr (§ 289 StGB). Anders als die deutsche Rechtsprechung betrachten die englischen und walisischen Gerichte auch solche Taten als Raub, bei denen dem Opfer die Beute weniger durch das Anwenden von Gewalt als vielmehr durch Schnelligkeit weggenommen wird.

## Normierung und Schutzgut
Der Tatbestand des Raubs ist in § 249 StGB normiert und lautet seit seiner letzten Veränderung am 1. April 1998 wie folgt:
Der Tatbestand des Raubs dient mit seiner Kombination von Diebstahl und Nötigung nach inzwischen allgemeiner Ansicht dem Schutz zweier Rechtsgüter: dem Eigentum und der Willensfreiheit des Opfers. Er will die Freiheit der Willensbildung in Bezug auf die Disposition über das Eigentum schützen. Dass die Kombination aus Diebstahl und Nötigung mit einer Strafandrohung versehen ist, die weit über das hinausgeht, was durch eine Verurteilung allein nach § 240 und § 242 StGB in Tateinheit möglich wäre, rechtfertigt sich nach überwiegender Sichtweise dadurch, dass die Verletzung der Willensfreiheit zum Zweck der Verletzung des Eigentums, also die finale Verknüpfung beider Tatkomponenten, als besonders verwerflich angesehen wird. Der Raubtatbestand richte sich also gegen Täter, die zwecks Eigentumsverletzung eine Verletzung der Willensfreiheit in Kauf nehmen. Nach anderer Ansicht besteht das spezifische Unrecht des Raubs darin, dass die Nötigung die Chancen des Opfers reduziert, sich gegen die Wegnahme zu wehren.

## Entstehungsgeschichte

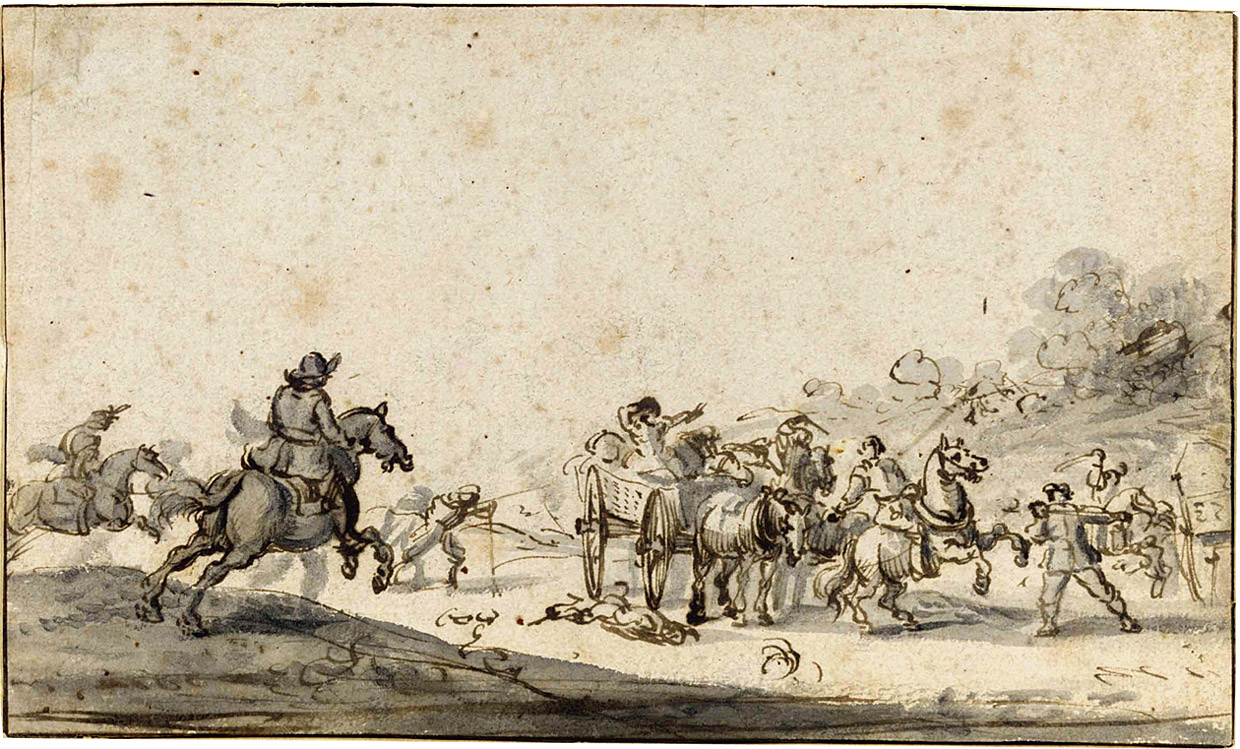
Historische Darstellung einer Raubhandlung durch mehrere Täter unter Einsatz von Waffen

### Raub im römischen Recht
Das römische Recht kannte noch keinen selbstständigen Straftatbestand des Raubs, sondern behandelte Raubtaten als Annex unterschiedlicher Deliktsgruppen. So war die rapina eine besondere Erscheinungsform des Diebstahls (furtum), die sich dadurch auszeichnete, dass der Täter die Beute durch Gewalt oder deren Androhung an sich brachte. Raubmord (latrocinium) und bewaffneter Straßenraub (grassatio) waren demgegenüber Unterfälle der Körperverletzungs- und Tötungsdelikte. Als Auffangdelikt kannte das römische Recht das crimen vis, das als Vorläufer des Nötigungstatbestands die Beeinträchtigung der öffentlichen Sicherheit und des öffentlichen Friedens unter Strafe stellte.

### Verselbstständigung des Raubtatbestands im mittelalterlichen Strafrecht

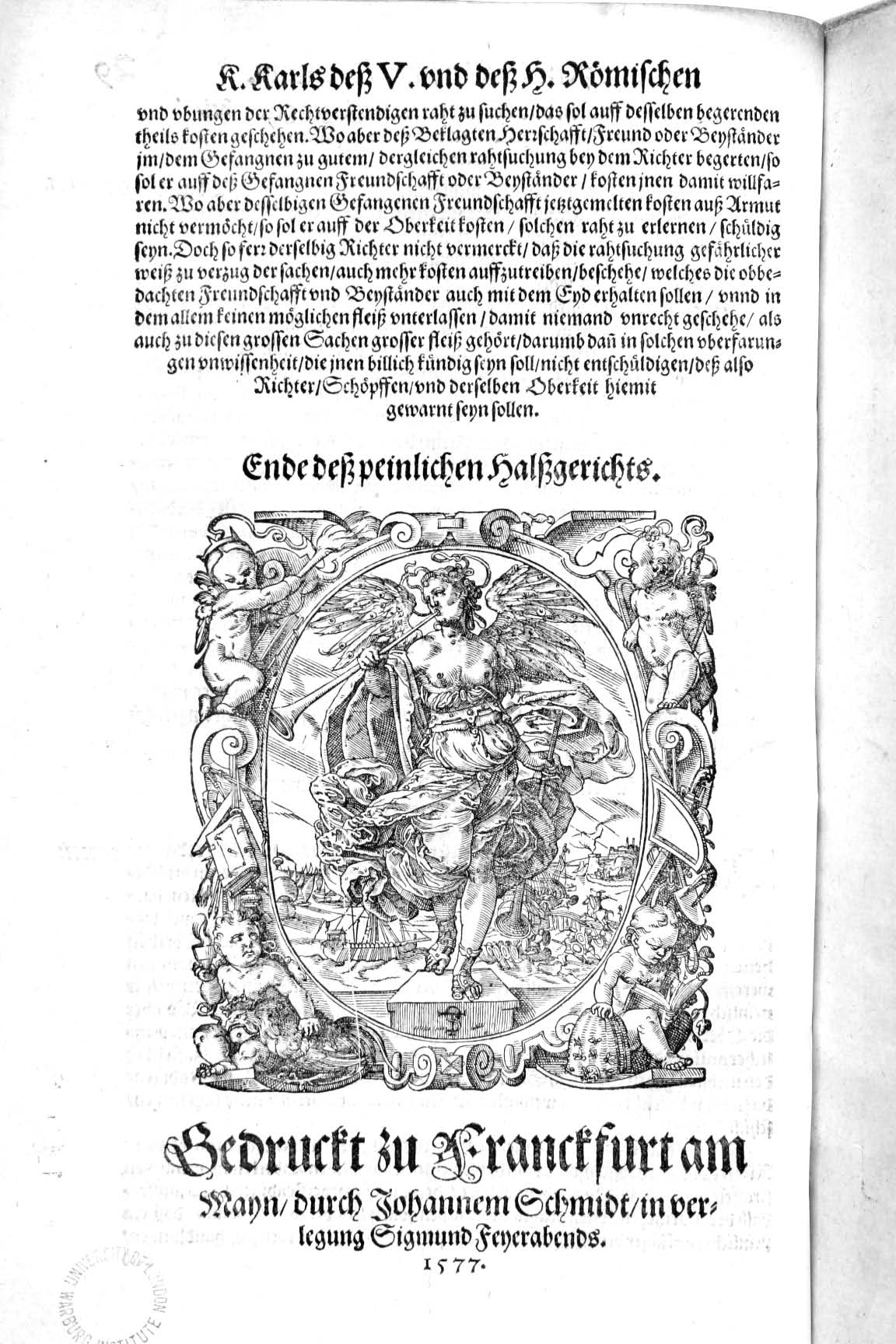
Illustration der Constitutio Criminalis Carolina

Im mittelalterlichen deutschen Strafrecht entwickelte sich der Raub zu einem selbstständigen Tatbestand weiter, wobei unterschiedliche Vorstellungen darüber bestanden, wodurch genau sich Raubtaten auszeichneten. Während italienische Rechtsordnungen in Anlehnung ans römische Recht den Raub als gewaltsame Eigentumsverletzung begriffen, gingen deutsche Rechtsordnungen überwiegend davon aus, dass das Wesensmerkmal des Raubs darin bestand, dass der Täter die Sache nicht heimlich wegnahm, sondern offen. Aus diesem Grund galt der Raub im germanischen Recht anders als im römischen und italienischen Recht nach verbreiteter Sicht als die weniger verwerfliche Tat. Die Constitutio Criminalis Carolina von 1532, das erste allgemeine deutsche Strafgesetzbuch, ging wahrscheinlich vom italienischen Raubverständnis aus und verortete den Raub systematisch beim Landfriedensbruch. Es begriff den Raub daher im Schwerpunkt als eine Störung des öffentlichen Friedens.

### Umdeutung des Raubdelikts zu einem Vermögensdelikt
Unter dem Einfluss der Naturrechtslehre setzte sich ab dem 18. Jahrhundert allmählich die Vorstellung durch, dass das Wesen des Raubs in der gewaltsamen Beeinträchtigung fremden Eigentums besteht. Diese Vorstellung lag zahlreichen neuzeitlichen Kodifikationen zugrunde, etwa dem Codex Iuris Bavarici Criminalis von 1751 oder dem Preußischen Allgemeinen Landrecht von 1794. Vielfach normierten die Kodifikationen zusätzlich zum Raub einen Erpressungstatbestand, der Nötigungshandlungen zu Bereicherungszwecken unter Strafe stellte. Besonders ausgeprägt findet sich diese Systematisierung im Bayerischen Strafgesetzbuch von 1813 und im preußischen Strafgesetzbuch von 1851, dessen Systematik Vorbild des heutigen StGB ist.

### Raubdelikte des Reichsstrafgesetzbuchs

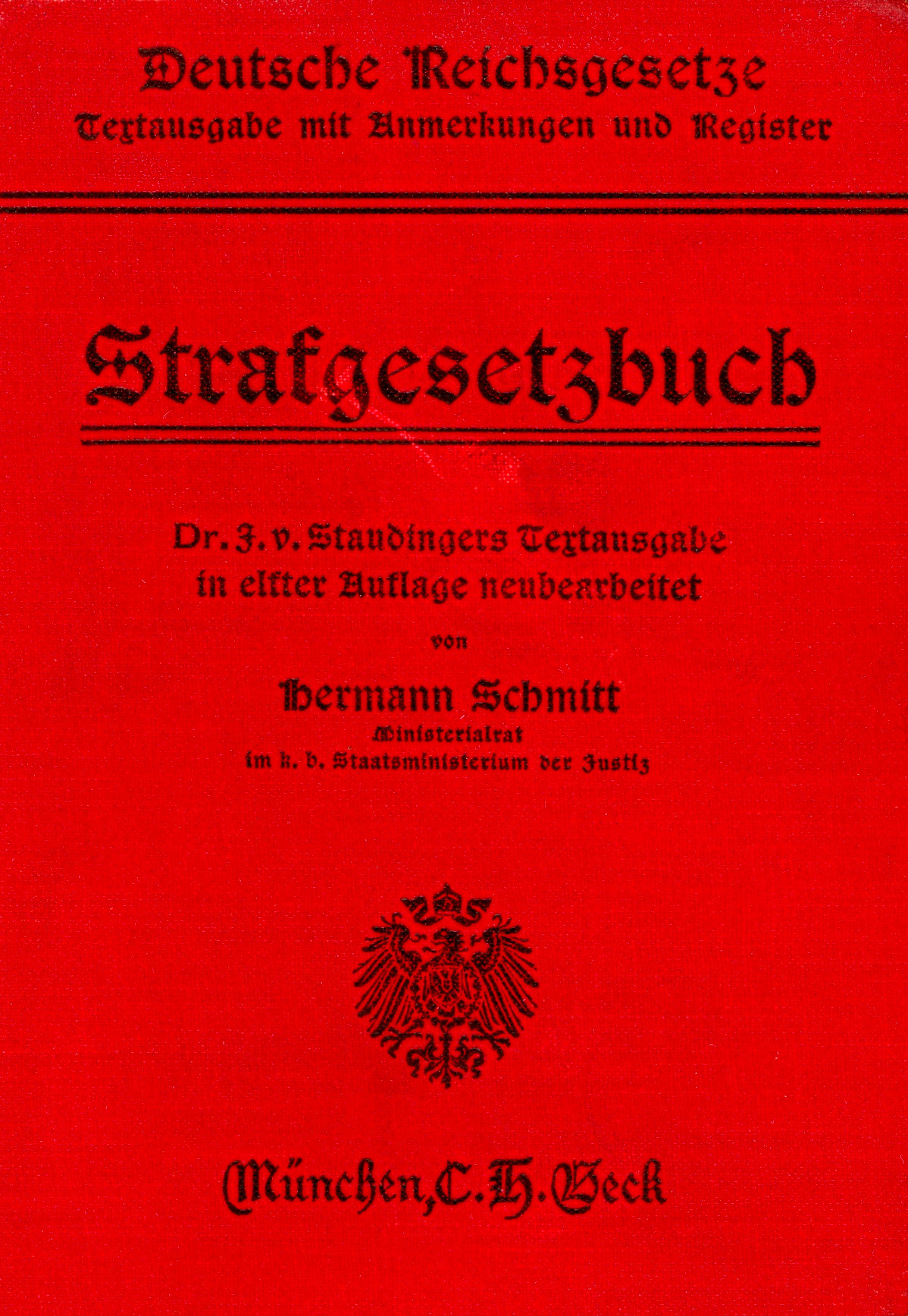
Reichsstrafgesetzbuch

Der Raubtatbestand des § 230 prStGB wurde als § 249 in das am 1. Januar 1871 in Kraft getretene Strafgesetzbuch für den Norddeutschen Bund, das am 1. Januar 1872 infolge der Reichsgründung zum RStGB integriert, die Bestrafung aber gegenüber dem prStGB gemildert. Hiernach wurde mit Zuchthaus von einem Jahr bis zu fünfzehn Jahren bestraft, wer mit Gewalt gegen eine Person oder unter Anwendung von Drohungen mit gegenwärtiger Gefahr für Leib oder Leben eine fremde bewegliche Sache einem anderen wegnahm, um sie sich zuzueignen. Bei mildernden Umständen war die Strafe Gefängnis von sechs Monaten bis zu fünf Jahren. Die Erpressung folgte im selben Gesetzesabschnitt in § 253 RStGB und wurde durch § 255 RStGB als räuberische Erpressung qualifiziert, wenn der Täter die Erpressung mit Raubmitteln beging. Als problematisch erwies sich rasch, dass der Wortlaut der Erpressung so weit gefasst war, dass er auch Raubhandlungen erfasste. Dies verursachte erhebliche Abgrenzungsschwierigkeiten zwischen Raub und räuberischer Erpressung.
Flankiert wurde der Raubtatbestand durch die Qualifikation des § 250 RStGB, die ausgewählte Begehungsformen des Raubs mit einer verschärften Strafandrohung (Zuchthaus nicht unter fünf Jahre) versah. Dies umfasste mehrere Fälle, in denen der Tat eine gesteigerte objektive Gefährlichkeit innewohnte, etwa das Mitführen einer Waffe, das Verwenden eines gefährlichen Werkzeugs oder das Begehen der Tat durch mehrere. Hinzu kamen die wiederholte, die öffentliche und die nächtliche Tatbegehung. In § 251 RStGB führte der Gesetzgeber eine Erfolgsqualifikation ein, nach der dem Täter eine Mindeststrafe von Zuchthaus nicht unter zehn Jahren drohte, wenn der Täter durch den Raub den Tod des Opfers herbeiführte. In § 252 RStGB schuf der Gesetzgeber schließlich den Tatbestand des räuberischen Diebstahls, der die raubartige Nötigung nach Vollendung des Diebstahls einem Raub gleichstellte.
In der Kaiserzeit und in der Weimarer Republik kam es zu keinen Modifikationen des 20. Abschnitts seitens des Gesetzgebers. Zwar schlug das juristische Schrifttum mehrfach vor, Raub und räuberische Erpressung zu einem Delikt zusammenzufassen, um die angesprochenen Abgrenzungsprobleme zu bewältigen, allerdings wurde dies vom Gesetzgeber nicht umgesetzt. Gleiches gilt für die Zeit des Nationalsozialismus.

### Entwicklungen nach 1945
Nach Gründung der Bundesrepublik wurde das Strafgesetzbuch 1953 neu bekanntgemacht. Der Raubtatbestand blieb hierbei unverändert, da er kein spezifisch nationalsozialistisches Gedankengut zum Ausdruck brachte. In der Folgezeit entwickelte das juristische Schrifttum mehrfach Reformvorschläge, die auf eine klarere tatbestandliche Abgrenzung von Raub und räuberischer Erpressung abzielten. Der Entwurf für ein neues Strafgesetzbuch von 1962 schlug vor, das Abnötigen von Sachen einheitlich dem Raub zu unterstellen, den Erpressungstatbestand also zu reduzieren. Dies wurde jedoch nicht umgesetzt. Auch seitdem ist es bislang zu keinen substanziellen inhaltlichen Veränderungen bei §§ 249, 253, 255 StGB gekommen, weshalb die oben angesprochene Abgrenzungsproblematik zwischen Raub und räuberischer Erpressung bis heute fortbesteht. Kleinere Änderungen sind dennoch zu verzeichnen: Im Zuge der Großen Strafrechtsreform ersetzte der Gesetzgeber zum 1. April 1970 die Zuchthaus- und Gefängnisstrafe durch Freiheitsstrafe von gleicher Dauer. Durch das sechste Strafrechtsreformgesetz von 1998 erweiterte er den Anwendungsbereich des § 249 StGB auf Fälle, in denen der Täter die Beute nicht sich, sondern einem Dritten zueignen wollte.
Die flankierenden §§ 251-252 StGB blieben seit 1872 inhaltlich ebenfalls weitgehend unverändert. Aus § 250 StGB wurde zum 1. April 1970 die wiederholte Tatbegehung, zum 1. Januar 1975 der Straßenraub und der Raub durch nächtlichen Einbruch gestrichen, sodass diese Begehungsformen heute nur noch einfacher Raub sind (wenn nicht aus anderen Gründen § 250 vorliegt). Eine weitere größere Überarbeitung erfolgte durch das sechste Strafrechtsreformgesetz, das am 1. April 1998 in Kraft trat. Die Reform bezweckte maßgeblich, Strafrahmen zu harmonisieren, die Rechtsanwendung zu vereinfachen, überholte Strafnormen aufzuheben und den Schutz der höchstpersönlichen Rechtsgüter zu bestärken. Diese untergliederte § 250 abhängig von ihrem Gefahrenpotential in zwei Gruppen, die mit unterschiedlichen Mindeststrafandrohungen (drei Jahre bzw. fünf Jahre) versehen wurden. Zudem erweiterte der Gesetzgeber einzelne Qualifikationsmerkmale. Als problematisch erwies sich hierbei, dass nun bereits das Mitführen eines gefährlichen Werkzeugs ohne Verwendungsabsicht zur Anwendung des § 250 Absatz 1 StGB führt. Durch die Gleichstellung von Waffen und ähnlich gefährlichen Werkzeugen wollte der Gesetzgeber Wertungswidersprüche vermeiden. Allerdings warf dies erhebliche, bis heute nicht abschließend bewältigte Abgrenzungsschwierigkeiten auf, da es sich als äußerst schwierig erwies, ohne Rücksicht auf die konkrete Verwendung zu bestimmen, welche Gegenstände tatbestandsmäßige gefährliche Werkzeuge sind. Schließlich kann bei abstrakter Betrachtung nahezu jeder Gegenstand wie ein gefährliches Werkzeug genutzt werden. Trotz zahlreicher Reformanregungen des Schrifttums hat der Gesetzgeber dieses Problem bislang nicht in Angriff genommen.

## Tatbestand

### Nötigung

#### Gewalt
Der Raub setzt sich aus den Tatbeständen des Diebstahls und der Nötigung zusammen: Einen Raub begeht, wer eine fremde bewegliche Sache mithilfe einer qualifizierten Nötigung wegnimmt.
Die Nötigungskomponente des § 249 StGB fußt auf dem Nötigungstatbestand § 240 StGB. Hier wie dort kann die Tat daher durch Gewalt oder durch Drohung begangen werden. Allerdings muss das Nötigungsmittel in qualifizierter Weise gebraucht werden, sich also gegen Leib oder Leben richten. Für § 249 StGB ist unerheblich, ob der Adressat der Nötigung zugleich den Gewahrsam an der Sache hat, sodass auch die Nötigung eines Dritten, etwa eines Wachmanns, den Raubtatbestand erfüllen kann. Gewalt ist nach der Definition des Bundesgerichtshofs körperlich wirkender Zwang durch die Entfaltung von Kraft oder durch sonstige physische Einwirkung, die nach ihrer Intensität und Wirkungsweise dazu geeignet ist, die freie Willensentschließung oder Willensbetätigung eines anderen zu beeinträchtigen. Gewalt kann dadurch verübt werden, dass der Täter einen Widerstand des Opfers physisch bricht (vis absoluta), oder auch dadurch, dass er den Willen des Opfers bricht (vis compulsiva). Es kommt dabei nicht darauf an, ob die vom Täter eingesetzte Gewalt tatsächlichen Widerstand überwindet, sondern lediglich darauf, dass seine Gewalthandlung hierauf abzielt.
Aufgrund der hohen Strafandrohung des Raubs muss die Gewalt eine hinreichende Intensität aufweisen. Hiervon geht die Rechtsprechung etwa aus, wenn der Täter das Opfer tötet (Raubmord) oder es zwecks Lähmung betäubt, aber auch z. B. ihm Deo-Spray ins Gesicht sprüht. Gewalt wendet ebenfalls an, wer das Opfer einsperrt, weil das Opfer in diesem Fall physisch gezwungen wird, sich an einem bestimmten Ort aufzuhalten. Beim sog. Handtaschenraub liegt Gewalt vor, wenn der Täter ein nicht unerhebliches Maß an Kraft aufwenden muss, um die Handtasche in seine Gewalt zu bringen. Hierzu kommt es meist, wenn das Opfer dem Täter Widerstand leistet. Keine Gewalt wendet der Täter demgegenüber an, wenn er dem Opfer die Beute abnimmt, ohne hierbei einen Widerstand überwinden zu müssen. So verhält es sich meist, wenn der Täter so schnell handelt, dass das überraschte Opfer kaum Widerstand leisten kann. Derartige Fälle sind weniger durch körperliche Kraftentfaltung als vielmehr durch Schnelligkeit und List geprägt.
Weil der durch Gewalt verursachte Zwang körperlich wirken muss, genügt ein bloß psychischer Zwang, etwa das Erzeugen von Angst, nicht. Ein solcher Zwang kann jedoch eine tatbestandsmäßige Drohung sein.
Umstritten ist in der Rechtswissenschaft, ob eine Gewaltanwendung durch Unterlassen möglich ist. Diese Frage stellt sich etwa, wenn der Täter das Opfer zunächst ohne Vorsatz zur Wegnahme eingesperrt, sich danach allerdings dazu entschließt, die Gelegenheit zur Begehung einer Wegnahme auszunutzen, indem er das Opfer eingesperrt lässt. In diesem Fall kommt es für die Raubstrafbarkeit darauf an, ob das Unterlassen der Befreiung eine tatbestandsmäßige Nötigung ist, weil das Einsperren gemäß § 8 StGB mangels Vorsatzes als Bezugspunkt ausscheidet. Die überwiegende Sichtweise bejaht die Tatbestandsmäßigkeit des pflichtwidrigen Unterlassens, weil dieses ähnlich wie die Gewaltanwendung durch aktives Tun dazu führt, dass das Opfer eine körperliche Zwangswirkung erdulden muss.

#### Drohung
Eine Drohung liegt vor, wenn der Täter dem Opfer ein Übel in Aussicht stellt, auf dessen Eintritt er vorgibt Einfluss zu haben. Die Drohung kann ausdrücklich oder durch schlüssiges Verhalten ausgesprochen werden. Hat der Täter eine Garantenstellung gegenüber dem Opfer inne, kann der Täter auch mit dem pflichtwidrigen Unterlassen der Abwendung einer Gefahr drohen. Da in einer tatbestandsmäßigen Drohung ein Angriff auf die Willensfreiheit liegt, muss die Drohung vom Adressaten akustisch und inhaltlich verstanden werden. Nicht notwendig ist allerdings nach überwiegender Sichtweise, dass das Opfer die Drohung ernst nimmt.
§ 249 Abs. 1 StGB verlangt, dass die angedrohte Gefahr für Leib oder Leben eine gegenwärtige ist. Dies ist der Fall, wenn das Opfer davon ausgehen kann, dass die Verwirklichung der Gefahr unmittelbar bevorsteht.
Droht der Täter mit einer Beeinträchtigung der körperlichen Integrität gilt wie bei der Gewalt-Variante wegen der bereits angesprochenen Erheblichkeitsschwelle, dass das angedrohte Übel eine hinreichende Intensität besitzen muss, um dem Unrechtsgehalt des Raubs gerecht zu werden. So handelt etwa tatbestandsmäßig, wer das Opfer mit vorgehaltener Waffe dazu auffordert, ihm die Beute auszuhändigen. Die Androhung einer bloß geringfügigen Misshandlung, etwa Ohrfeigen, genügt demgegenüber nicht.

### Wegnahme
Das Wegnahmeerfordernis entspricht im Grundsatz dem des Diebstahls. Eine Wegnahme setzt den Bruch fremden und die Begründung neuen Gewahrsams an einer beweglichen Sache voraus, die nicht im Alleineigentum des Täters steht. Ein Gewahrsamsbruch liegt vor, wenn der Täter die Zugriffsmöglichkeit des Gewahrsamsinhabers ohne dessen Willen aufhebt. Da die Wegnahme ein Verhalten voraussetzt, das dem Willen des Opfers widerspricht, scheidet eine Strafbarkeit wegen Raubs aus, wenn das Opfer mit dem Gewahrsamsverlust einverstanden ist. Hierfür genügt es freilich nicht, dass das Opfer unter dem Eindruck des Nötigungsmittels seinen Gewahrsam an der Sache aufgibt; vielmehr muss das Einverständnis aus freiem Entschluss gefasst werden. Denkbar ist dies etwa, wenn sich das Opfer zum Schein berauben lässt, um einen Versicherungsbetrug zu begehen.
Die Fremdheit des Tatobjekts richtet sich nach zivilrechtlichen Maßstäben. An ihr fehlt es etwa, wenn ein Drogenkäufer seinem Verkäufer den Kaufpreis gewaltsam abnimmt, weil er wegen der Nichtigkeit der Übereignung (§ 134 BGB) sein Eigentum an den Zahlungsmitteln nicht verlieren konnte.
Eine Wegnahme liegt auch dann vor, wenn der Täter das Opfer im Rahmen der Nötigungshandlung tötet. Zwar hat der Getötete keinen Gewahrsam, der gebrochen werden könnte, allerdings geht die Rechtsprechung davon aus, dass die Wegnahme mit der Vornahme der Tötungshandlung beginnt, also zu einem Zeitpunkt, zu dem das Opfer noch lebt und Gewahrsam hat.

### Objektive Verknüpfung von Nötigung und Wegnahme
§ 249 StGB trifft keine eindeutige Aussage darüber, inwiefern Nötigung und Wegnahme miteinander verknüpft sein müssen. Die Rechtsprechung geht davon aus, dass Nötigung und Wegnahme einen räumlich-zeitlichen Zusammenhang aufweisen müssen. Die im Vergleich zum Diebstahl weit höhere Strafandrohung des Raubs sei nur in solchen Fällen gerechtfertigt, in denen Wegnahme und Nötigung zu einer raubspezifischen Einheit verknüpft sind. Eine darüber hinausgehende kausale Verknüpfung dahingehend, dass die Nötigung die Wegnahme ermöglicht oder zumindest erleichtert, hält die Rechtsprechung hingegen für entbehrlich.
Nach einer im Schrifttum verbreiteten Gegenansicht ist der Raub hingegen nur dann vollendet, wenn die Nötigungshandlung die Durchführung des Diebstahls objektiv fördert. Hiernach wäre es daher beispielsweise kein vollendeter, sondern nur ein versuchter Raub, wenn das genötigte Opfer nicht willens oder in der Lage ist, Widerstand zu leisten, da die Nötigung in diesen Fällen keine Auswirkung auf das Gelingen der Wegnahme hat. Nach der erstgenannten Ansicht, die das Erfordernis eines Kausalzusammenhangs ablehnt, läge demgegenüber ein vollendeter Raub vor.

### Vorsatz
Gemäß § 15 StGB muss der Täter mit bedingtem Vorsatz handeln, also die wesentlichen Tatumstände erkennen und den Eintritt des Taterfolgs zumindest billigend in Kauf nehmen. Insbesondere muss er erkennen, dass sich seine Nötigungshandlung dazu eignet, das Opfer einzuschüchtern. Hieran fehlt es etwa, wenn der Täter davon ausgeht, sich lediglich an einer vorgetäuschten Raubsituation zum Zweck des Versicherungsbetrugs zu beteiligen.

### Zueignungsabsicht
Eine Strafbarkeit wegen Raubs setzt ferner voraus, das der Täter – wie beim Diebstahl – in der Absicht handelt, sich das Tatobjekt rechtswidrig zuzueignen. Das Merkmal der Zueignungsabsicht entspricht inhaltlich dem des § 242 StGB. Hier wie dort setzt sich die Zueignungsabsicht aus einer Aneignungsabsicht und einem Enteignungsvorsatz zusammen.
Aneignungsabsicht meint den zielgerichteten Willen des Täters (dolus directus ersten Grads), sich die Sache zumindest vorübergehend zunutze zu machen. Hieran fehlt es etwa, wenn der Täter eine Sache an sich nimmt, um das Opfer dazu zu drängen, seine Schulden zu begleichen, oder um es zu ärgern. Gleiches gilt, wenn der Täter das Tatobjekt lediglich durchsuchen oder zerstören will.
Mit Enteignungsvorsatz handelt der Täter, wenn er billigend in Kauf nimmt, dass das Opfer die ihm zustehende Sachherrschaft über das Tatobjekt nicht wieder zurückerlangt. Hieran fehlt es etwa, wenn der Täter die Sache dem Opfer zurückgeben will.
Rechtswidrig ist die Zueignung, wenn der Täter keinen Anspruch auf die Herausgabe der Sache hat.

### Finalzusammenhang
Darüber hinaus muss der Täter mit Finalzusammenhang handeln. Dies ist der Fall, wenn er die Nötigung zwecks Ermöglichung oder Erleichterung der Wegnahme einsetzen will, etwa um tatsächlichen oder potentiellen Widerstand des Opfers zu überwinden. Diese subjektive Verknüpfung beider Tathandlungen rechtfertigt es, den Raub schärfer zu bestrafen, als es bei einer tateinheitlichen Begehung von Diebstahl und Nötigung möglich wäre.
Die Notwendigkeit des Finalzusammenhangs macht es grundsätzlich erforderlich, dass der Täter bereits bei Begehung der Nötigung die Absicht hat, dem Opfer eine Sache wegzunehmen. Fasst der Täter diesen Entschluss erst nach Begehung der Nötigung, kann sich der Finalzusammenhang allerdings daraus ergeben, dass die Nötigung weiter andauert und der Täter dies zur Wegnahme ausnutzt. So verhält es sich, wenn der Täter das Opfer zunächst ohne Wegnahmevorsatz einsperrt und daraufhin den Entschluss fasst, das Eingesperrtsein des Opfers zur Wegnahme zu nutzen. Gleiches gilt, wenn der Täter dem zunächst ohne Wegnahmevorsatz genötigten Opfer den Eindruck vermittelt, dass er weitere Nötigungshandlungen vornehmen wird, falls dieses Widerstand gegen die Wegnahme leistet. Dies ist der Fall, wenn sich das Opfer in einer über den Zustand allgemeiner Einschüchterung hinausgehenden Furcht vor weiteren Nötigungshandlungen befindet.
Da die Nötigung die Wegnahme ermöglichen oder erleichtern soll, kommt die Annahme eines Raubs nur in Betracht, wenn die Nötigung vor oder während der Wegnahme erfolgt. Eine Gewaltanwendung nach Begehung der Wegnahme kann also keinen Raub begründen.

## Versuch, Vollendung und Beendigung
Die Schwelle zum versuchten Raub ist überschritten, wenn der Täter zur Begehung eines Raubs entschlossen ist und unmittelbar zur Nötigung ansetzt. Ein Ansetzen zur Wegnahme genügt nur dann, wenn der Täter zugleich zur Nötigung ansetzt, da andernfalls kein Finalzusammenhang hergestellt werden kann. Die Rechtsprechung hat das unmittelbare Ansetzen etwa in Fällen bejaht, in denen der Täter mit einer Angriffswaffe auf das Opfer zuging oder an der Haustür des Opfers klingelte, um dieses unmittelbar nach dem Öffnen auszurauben. Für einen Fall, in dem der Täter vergeblich versucht hat, in ein Gebäude einzubrechen, um sich dort zu maskieren und anschließend einen Überfall zu begehen, hat sie demgegenüber das unmittelbare Ansetzen verneint, weil es im geplanten Maskieren einen wesentlichen Zwischenschritt erblickte.
Hinsichtlich Vollendung und Beendigung gelten die Grundsätze des Diebstahls: Der Raub ist vollendet, sobald der Täter den Gewahrsam des Opfers gebrochen und neuen begründet hat. Dies ist der Fall, wenn das Opfer seine Sachherrschaft nicht mehr ungehindert ausüben kann. Beendet ist der Raub, sobald der Täter gesicherten Gewahrsam am Tatobjekt erlangt hat, er also die Sache ungestört nutzen kann.

## Prozessuales und Strafzumessung

### Strafrahmen und Verfolgbarkeit
Die Strafandrohung liegt grundsätzlich zwischen einem und fünfzehn Jahren Freiheitsstrafe. Die Höhe der Strafe bemisst sich insbesondere nach dem Wert der Beute und der Intensität der Nötigung. Gemäß § 249 Abs. 2 StGB verringert sich die Androhung der Freiheitsstrafe auf eine Spanne von sechs Monaten bis fünf Jahren, wenn ein minder schwerer Fall vorliegt, die Schuld des Täters also vergleichsweise gering ist. Dies kommt beispielsweise in Betracht, wenn der Täter unter dem Einfluss von Rauschmitteln handelt, die Beute geringwertig ist oder die Nötigung eine geringe Intensität aufweist.
Die Tat wird als Offizialdelikt von Amts wegen verfolgt, weshalb der Strafantrag eines Betroffenen nicht erforderlich ist. Die Strafantragserfordernisse des Diebstahls, § 247, § 248b StGB finden auf den Raub keine Anwendung.
Mit Beendigung der Tat beginnt gemäß § 78a StGB die Verfolgungsverjährung. Die Verjährungsfrist des Raubs sowie des schweren Raubs beträgt aufgrund seiner Höchststrafe § 78 Abs. 3 Nr. 2 StGB zwanzig Jahre. Der Raub mit Todesfolge verjährt, weil § 251 StGB eine lebenslange Freiheitsstrafe zulässt, gemäß § 78 Abs. 3 Nr. 1 StGB nach dreißig Jahren. Mord verjährt nicht.

### Qualifikationen

#### Schwerer Raub, § 250 Abs. 1 StGB
Beim schweren Raub nach § 250 Abs. 1 StGB handelt es sich um eine strafschärfende Qualifikation des Raubs, die mehrere Fälle benennt, in denen die Nötigungskomponente des Raubs mit besonderen Gefahren verbunden ist. In Fällen des schweren Raubs ist eine Freiheitsstrafe von mindestens drei Jahren anzuordnen, sofern nicht ausnahmsweise ein minder schwerer Fall vorliegt. Dies trifft zu, wenn die vom Täter verwirklichte Schuld vergleichsweise gering ist, etwa weil die durch die Tat erzielte Beute gering ist.
1. der Täter oder ein anderer Beteiligter am Raub
a) eine Waffe oder ein anderes gefährliches Werkzeug bei sich führt,
b) sonst ein Werkzeug oder Mittel bei sich führt, um den Widerstand einer anderen Person durch Gewalt oder Drohung mit Gewalt zu verhindern oder zu überwinden,
c) eine andere Person durch die Tat in die Gefahr einer schweren Gesundheitsschädigung bringt oder
2. der Täter den Raub als Mitglied einer Bande, die sich zur fortgesetzten Begehung von Raub oder Diebstahl verbunden hat, unter Mitwirkung eines anderen Bandenmitglieds begeht.

##### Beisichführen einer Waffe oder eines gefährlichen Werkzeugs (Nr. 1 a)
Strafschärfend wirkt sich zum einen das Beisichführen einer Waffe oder eines anderen gefährlichen Werkzeugs aus. Dieser Qualifikationstatbestand entspricht § 244 Abs. 1 Nr. 1 StGB, weswegen er sich parallel zu diesem auslegen lässt. Die Qualifikation rechtfertigt sich dadurch, dass das Mitführen gefährlicher Gegenstände die latente Gefahr schafft, dass der Gegenstand gegen das Opfer eingesetzt wird.
Als Waffen gelten Gegenstände, die zu Angriffs- oder Verteidigungszwecken bestimmt sind und sich dazu eignen, andere erheblich zu verletzen. Dies trifft insbesondere auf Schuss-, Hieb- und Stoßwaffen zu. Bei Schusswaffen ist allerdings zu beachten, dass der Strafzweck der Norm nur dann berührt ist, wenn die Waffe geladen ist. Dementsprechend sind ungeladene Schusswaffen keine Waffen. Ebenfalls als Waffen gelten – laut neuerer Rechtsprechung – geladene Schreckschusspistolen, bei deren Abfeuern Explosionsdruck nach vorne aus dem Lauf austritt. Begründet wird dies damit, dass die Mechanik einer solchen Schreckschusswaffe im Wesentlichen der einer echten Schusswaffe entspreche. Zudem können durch das Verschießen von Knallkartuschen erhebliche Verletzungen herbeigeführt werden.
Bei gefährlichen Werkzeugen handelt es sich um Gegenstände, die zwar nicht zum Verletzen geschaffen wurden, deren Verwendung jedoch in der konkreten Tatsituation das Risiko erheblicher Verletzungen birgt. Wie bei § 244 Abs. 1 Nr. 1 StGB ist diese Variante juristisch schwer zu fassen, weil aus dem Gesetz nicht hervorgeht, anhand welcher Maßstäbe sich die Gefährlichkeit beurteilen lässt. Der Gesetzgeber wollte bei der Einführung von § 250 Abs. 1 Nr. 1 a StGB an den Begriff des gefährlichen Werkzeugs aus § 224 Abs. 1 Nr. 2 StGB anknüpfen. Hiernach ist ein Gegenstand ein gefährliches Werkzeug, wenn seine Beschaffenheit vom Täter dazu genutzt wird, einem Dritten erhebliche Verletzungen zuzufügen. Bezugspunkt der Gefährlichkeitsbeurteilung ist also die jeweilige Verwendung des Gegenstands. Diesen Bezugspunkt bietet § 250 Abs. 1 Nr. 1 a jedoch nicht, weil er nicht erst das Verwenden, sondern bereits das Mitführen des Gegenstands bestraft. Dies macht es notwendig, die Gefährlichkeit des Gegenstands abstrakt, also unabhängig von dessen konkreter Verwendung zu beurteilen. Bei abstrakter Betrachtung hat jedoch nahezu jeder Gegenstand erhebliches Verletzungspotential. Trägt der Täter etwa einen Hosengürtel, ließe sich eine Strafbarkeit nach § 250 Abs. 1 Nr. 1 a StGB nach dem Gesetzeswortlaut damit begründen, dass er den Gürtel zum Schlagen oder Würgen nutzen könnte. Es besteht daher in Lehre und Praxis Einigkeit darüber, dass § 250 Abs. 1 Nr. 1 a StGB zu weit gefasst ist und einer Einschränkung bedarf, um operabel zu sein; strittig, ist, auf welche Weise diese Einschränkung erfolgen soll: Teilweise wird vertreten, dass ein Werkzeug nur dann als gefährlich gilt, wenn es ein ähnliches Gefahrenpotential wie eine Waffe aufweist. Kritiker halten diesem und ähnlichen an der objektiven Gefährlichkeit orientierten Ansätzen entgegen, zu unbestimmt zu sein. Als Alternative schlagen sie vor, auf ein subjektives Kriterium, die Willensrichtung des Täters, abzustellen. Hiernach ist ein Werkzeug gefährlich, wenn sich der Täter vorbehält, dieses bei Tatbegehung gegen einen Menschen einzusetzen. Hiergegen wird eingewandt, dass dieser Ansatz durch das Abstellen auf den Täterwillen mit erheblichen Beweisproblemen verbunden sei. Darüber hinaus überschneide sich die Norm bei dieser Auslegung mit der Nummer 1 b, der Verwendung eines sonstigen Werkzeugs.
Der Täter führt das Tatmittel bei sich, wenn er es bei der Tatbegehung derart bereithält, dass er es jederzeit ohne größeren Aufwand einsetzen kann. Dabei genügt es aus Sicht der Rechtsprechung, dass der Täter den Gegenstand zu einem beliebigen Zeitpunkt während der Tatbegehung zur Hand hat, also zwischen Versuchsbeginn und Beendigung. Dementsprechend wird § 250 StGB auch dann verwirklicht, wenn der Täter den Gegenstand erst am Tatort entdeckt und an sich nimmt.

##### Sonstige Werkzeuge oder Mittel (Nr. 1 b)
Die Nr. 1 b wurde vom Gesetzgeber als Auffangtatbestand zur Nr. 1 a konzipiert, um Werkzeuge zu erfassen, die zwar ungefährlich sind, sich allerdings dennoch als Nötigungsmittel nutzen lassen. Diese tatbestandliche Erweiterung gegenüber der Nr. 1 a wird dadurch begrenzt, dass der Täter den Gegenstand zur Nötigung eines Menschen einsetzen wollen muss. Das Auslegungsproblem der Nr. 1 a stellt sich also nicht, weil es hier allein darauf ankommt, dass der Täter den Gegenstand zur Nötigung nutzen will.
Unter den Tatbestand der Nummer 1 b fallen insbesondere Scheinwaffen, also Gegenstände, die zwar objektiv harmlos sind, jedoch dem Opfer gefährlich erscheinen. So verhält es sich etwa bei einer täuschend echt wirkenden Spielzeugwaffe, einer Bombenattrappe und bei K.-o.-Tropfen. Nicht als tatbestandsmäßig betrachtet die Rechtsprechung Gegenstände, die erkennbar ungefährlich sind. Beispielhaft sind Fälle, in denen der Täter dem Opfer einen Lippenstift oder ein Rohr aus Metall oder Plastik in den Rücken drückte, um eine Waffe vorzutäuschen. In diesen Fällen sei eine Bestrafung nach § 250 StGB unverhältnismäßig, weil der Täter nicht den Gegenstand zur Nötigung nutze, sondern den Anschein des Vorhandenseins eines anderen, gefährlicheren Gegenstands.

##### Gefahr einer Gesundheitsschädigung (Nr. 1 c)
§ 250 Abs. 1 Nr. 1 c StGB ist erfüllt, wenn der Täter eine andere Person vorsätzlich in die Gefahr einer schweren Gesundheitsschädigung bringt. Eine solche Schädigung zeichnet sich dadurch aus, dass das Opfer erheblich und langfristig in seiner körperlichen Unversehrtheit beeinträchtigt ist. Dies trifft beispielsweise zu, wenn das Opfer in Folge der Tat für einen längeren Zeitraum unter einer Krankheit leidet oder arbeitsunfähig ist.
Die Gefahr einer Gesundheitsschädigung besteht, wenn der Eintritt der Schädigung derart wahrscheinlich ist, dass es aus Sicht des Opfers lediglich zufällig erscheint, ob sie eintritt oder nicht. Die Gefährdung muss unmittelbare Folge der Raubtat sein, also Ausdruck eines Risikos sein, das in dieser Tat angelegt war. Dies trifft etwa zu, wenn das bedrohte Opfer herzkrank ist und deswegen Gefahr läuft, aufgrund der Nötigung durch den Täter einen Herzinfarkt zu erleiden. Nicht ausreichend ist es demgegenüber, wenn das Opfer lediglich infolge der Wegnahme gefährdet wird, etwa weil der Täter lebensnotwendige Medikamente wegnimmt. In diesem Fall ist die Gefährdung des Opfers lediglich Folge des im Raub enthaltenen Diebstahls, aber nicht Folge des Raubs als Kombination von Diebstahl und Nötigung.

##### Bandenmäßiges Handeln (Nr. 2)
Zu einer Strafschärfung nach § 250 Abs. 1 StGB kommt es ebenfalls, wenn der Täter den Raub als Mitglied einer Bande begeht. Dieses Qualifikationsmerkmal entspricht § 244 Abs. 1 Nr. 2 StGB. Bei einer Bande handelt es sich um eine Verbindung von mindestens drei Personen, die sich zur fortgesetzten Begehung von Raubtaten zusammenschließen. Die Qualifikation rechtfertigt sich durch die abstrakte Gefährlichkeit der Bandenabrede sowie durch die konkrete Gefährlichkeit der bandenmäßigen Tatbegehung.

#### Besonders Schwerer Raub, § 250 Abs. 2 StGB
1.  bei der Tat eine Waffe oder ein anderes gefährliches Werkzeug verwendet,
2.  in den Fällen des Absatzes 1 Nr. 2 eine Waffe bei sich führt oder
3.  eine andere Person
a) bei der Tat körperlich schwer mißhandelt oder
b) durch die Tat in die Gefahr des Todes bringt.
§ 250 Abs. 2 StGB regelt den besonders schweren Raub. Dieser Absatz normiert mehrere Begehungsweisen, die sich im Vergleich zu § 250 Abs. 1 StGB durch eine nochmals gesteigerte Gefährlichkeit auszeichnen.
Qualifizierend wirkt zum einen das Verwenden einer Waffe oder eines gefährlichen Werkzeugs bei der Tat. Ein Verwenden liegt vor, wenn der Täter den Gegenstand nicht lediglich bei der Tat mitführt, sondern zur Nötigung des Opfers einsetzt. Ob ein Gegenstand ein gefährliches Werkzeug darstellt, bestimmt sich hierbei nach der Art der konkreten Verwendung; das Auslegungsproblem des Abs. 1 stellt sich hier nicht, weil hier eine bestimmte Verwendungsweise vorliegt, die wie bei § 224 Abs. 1 Nr. 2 StGB als Bezugspunkt der Gefährlichkeitsbewertung genutzt werden kann.
Ebenfalls strafschärfend wirkt es sich aus, wenn der Täter den Raub als Teil einer Bande begeht und hierbei eine Waffe mit sich führt. Dieses Merkmal kombiniert zwei Qualifikationstatbestände des § 250 Abs. 1 StGB. Schließlich erfasst § 250 Abs. 2 Nr. 3 StGB Fälle, in denen der Täter eine andere Person vorsätzlich entweder körperlich schwer misshandelt oder in die Gefahr des Todes bringt.

### Raub mit Todesfolge, § 251 StGB

#### Systematische Einordnung
§ 251 StGB enthält eine Erfolgsqualifikation des Raubs, die zu einem Anstieg der Mindeststrafandrohung auf zehn Jahre Freiheitsstrafe führt. In Fällen, in denen die Schuld des Täters besonders schwer wiegt, kann das Gericht auch eine lebenslange Freiheitsstrafe verhängen. Nach § 11 Abs. 2 StGB wird das erfolgsqualifizierte Delikt als Kombination einer vorsätzlichen und einer fahrlässigen Tat insgesamt als Vorsatzdelikt behandelt.

#### Tatbestand
§ 251 StGB setzt die Tötung einer anderen Person voraus. Als andere Person kommt jeder in Betracht, der nicht an der Tat beteiligt ist. Nicht notwendig ist daher insbesondere, dass der Getötete zugleich der Beraubte ist.
Die Tötung muss durch den Raub verursacht werden. Dieses Merkmal wird aufgrund der außerordentlich hohen Strafandrohung des § 251 StGB restriktiv ausgelegt. Notwendig ist, dass sich in der Tötung eine Lebensgefahr realisiert, die bereits in der Raubtat angelegt war. Bezugspunkt hierfür ist nach überwiegender Ansicht lediglich die Gefährlichkeit der Nötigung. Auf die Gefährlichkeit der Wegnahme komme es hingegen nicht an, weil typischerweise die Nötigungshandlung die Risiken der Tat präge. So sei es etwa nicht tatbestandsmäßig, dass der Tod dadurch bedingt wird, dass der Täter dem Opfer lebensnotwendige Medikamente wegnimmt.
Der notwendige Zusammenhang zwischen Tötung und Raub liegt insbesondere dann vor, wenn der Täter das Opfer in lebensbedrohlicher Weise nötigt, etwa durch Zufügen schwerer Verletzungen, durch Einsatz einer Schusswaffe oder durch das Provozieren eines Herzstillstands. Er fehlt hingegen in Fällen, in denen der Tod des Opfers dadurch eintritt, dass sich dieser bei einer Verfolgung des flüchtigen Täters selbst verletzt. Strittig ist, inwieweit ein hinreichender Gefahrenzusammenhang besteht, wenn die Tötung nach Vollendung des Raubs eintritt, etwa weil der Täter nach der Wegnahme auf seiner Flucht einen Verfolger erschießt. Teilweise wird der Zusammenhang in solchen Fällen generell verneint, da die Tötung nach Vollendung, also nach Abschluss von Nötigung und Wegnahme, nicht auf der spezifischen Gefährlichkeit des Raubs beruhen könne. Überdies drohe andernfalls eine Überschneidung mit dem Tatbestand des räuberischen Diebstahls. Andere, darunter auch die Rechtsprechung, verstehen demgegenüber die Tatbestandsformulierung durch den Raub dahingehend weiter, dass auch typische Begleitfolgen, die nach Vollendung des Raubs eintreten, von § 251 StGB erfasst werden können, da es für die Gefährlichkeit des Tatgeschehens unerheblich ist, ob die Tötung vor oder nach Vollendung des Raubs erfolgt.
Der Täter muss den Tod vorsätzlich oder leichtfertig verursachen. Ein leichtfertiges Handeln liegt vor, wenn er den Tod in besonders fahrlässiger Weise verwirklicht, ihm sich die Möglichkeit eines tödlichen Verlaufs seiner Tat also hätte aufdrängen müssen. Dies ist beispielsweise der Fall, wenn der Täter das Opfer bei der Begehung des Raubs mit einem Messer lebensgefährlich verletzt und anschließend zurücklässt. Leichtfertigkeit kann demgegenüber zu verneinen sein, wenn das Opfer einen Herzinfarkt erleidet, nachdem ihm vom Täter versichert worden ist, es werde nichts geschehen. Wird der Tod durch einen von mehreren Beteiligten der Raubtat verursacht, sind alle Beteiligten für den Tod verantwortlich, die die Möglichkeit des tödlichen Verlaufs zumindest leichtfertig verkannt haben.
Ein gemäß § 23 Abs. 1 StGB strafbarer Versuch des § 251 StGB ist im Wesentlichen in zwei Konstellationen denkbar. In der ersten tötet der Täter einen anderen, während der Raub nicht über das Versuchsstadium hinausgeht (sog. erfolgsqualifizierter Versuch). In der zweiten Konstellation gelingt dem Täter der Raub, während die Tötung misslingt (sog. versuchte Erfolgsqualifizierung).

### Führungsaufsicht
Gemäß § 256 StGB kann das Gericht Führungsaufsicht nach § 68 StGB anordnen, wenn die Gefahr besteht, dass der Täter nach Verbüßung seiner Strafe weitere Straftaten begehen wird. § 66 Abs. 1 S. 1 Nr. 1 b StGB ermöglicht überdies die Anordnung von Sicherungsverwahrung.

## Gesetzeskonkurrenzen
Werden bei der Begehung eines Raubs weitere Delikte verwirklicht, stehen diese Delikte zueinander in Gesetzeskonkurrenz. Diebstahl und Nötigung werden durch eine Tat nach § 249 StGB zwangsläufig mitverwirklicht, weswegen sie durch den Raub als spezielleres und schwereres Delikt verdrängt werden. Dies gilt auch für Regelbeispiele (§ 243 StGB) und Qualifikationen (§ 244, § 244a StGB) des Diebstahls.
Das Konkurrenzverhältnis zur Freiheitsberaubung (§ 239 StGB) richtet sich danach, ob die Freiheitsberaubung allein der Gewaltanwendung dient und hierdurch in der Verwirklichung des Raubtatbestands aufgeht oder ob ihr eine andere oder hierüber hinausgehende Funktion in der Tat zukommt. Im letztgenannten Fall kommt eine Tateinheit (§ 52 StGB) zwischen beiden Deliktsverwirklichungen in Betracht. Ähnliches gilt für Körperverletzungen (§ 223 StGB) und deren qualifizierte Begehungsformen (§ 224 StGB). Zu einem dem Raub vorgelagerten räuberischen Angriff auf Kraftfahrer (§ 316a StGB) kann der Raub in Tateinheit stehen.
Das Konkurrenzverhältnis zwischen Raub und räuberischer Erpressung ist in der Rechtswissenschaft umstritten: Die Ansicht, die beide Delikte nach ihrem äußeren Erscheinungsbild abgrenzt, sieht im Raub das speziellere Delikt, das die räuberische Erpressung verdrängt. Nach der Gegenauffassung schließt die Begehung eines Raubs die Begehung einer räuberischen Erpressung aus. Eine Wahlfeststellung ist nach Auffassung der Rechtsprechung aufgrund des Spezialitätsverhältnisses ausgeschlossen.
Die Verwirklichung von § 251 StGB verdrängt die fahrlässige Tötung (§ 222 StGB) als schwereres Delikt. Sofern der Täter vorsätzlich handelt, wird ebenfalls die Raubqualifikation des § 250 Abs. 2 Nr. 3 b StGB verdrängt. Zur Verwirklichung eines Mords (§ 211 StGB) steht die Tat nach § 251 StGB hingegen in Tateinheit, da die Delikte unterschiedliches Unrecht zum Ausdruck bringen.

## Kriminologie
Das Bundeskriminalamt gibt jährlich eine Statistik über alle in Deutschland gemeldeten Straftaten heraus, die Polizeiliche Kriminalstatistik. Seit 1993 wird das gesamte Bundesgebiet erfasst. In den Statistiken von 1991 und 1992 wurden die alten Bundesländer und das gesamte Berlin erfasst. Frühere Statistiken erfassen lediglich die alten Bundesländer.
Die Kriminalstatistik führt den Raub nicht isoliert, sondern fasst ihn mit seinen Qualifikationen sowie den raubverwandten Delikten räuberische Erpressung, räuberischer Angriff auf Kraftfahrer sowie räuberischer Diebstahl (§ 252 StGB) unter einem Schlüssel zusammen. Die Anzahl der Raubtaten entwickelt sich seit vielen Jahren rückläufig. Im Jahr 1997 wurde mit 84,7 Fällen pro 100.000 Einwohner ein Höhepunkt erreicht, 2021 waren es mit 36,2 weniger als halb so viele. Damit ist der Kriminalitätsbereich Raub noch stärker rückläufig als die Kriminalität insgesamt, die im selben Zeitraum nur um 24 % gefallen ist. Ein Kriminalitätsrückgang seit den 1990er Jahren findet sich in allen westlichen Ländern. Der Anteil der Raubdelikte an allen von der polizeilichen Kriminalstatistik erfassten Straftaten liegt seit längerem unterhalb von 1 %. Dies stellt auch im internationalen Vergleich einen kleinen Anteil dar. Innerhalb der Gewaltkriminalität sind Raubdelikte allerdings eine prominente Erscheinung; in Deutschland machen sie etwa 25 % aller gemeldeten Taten aus. Circa 60 % der gemeldeten Raubtaten werden durch die Ermittlungsbehörden aufgeklärt, bei steigender Tendenz. Im Vergleich zu anderen Delikten liegt die Aufklärungsquote damit auf einem hohen Niveau.
Etwa die Hälfte aller Raubtaten ereignet sich an öffentlich zugänglichen Wegen und Plätzen; rund ein Fünftel hiervon entfällt auf Fälle des Handtaschenraubs. Für diese Straßenkriminalität ist die Aufklärungsquote im Vergleich zu anderen Begehungsformen des Raubs gering. Seltener ereignen sich Raubüberfälle auf Ladengeschäfte, Postfilialen und Banken. Diese Begehungsformen werden besonders häufig aufgeklärt. Den Schaden, der durch Raubdelikte jährlich verursacht wird, schätzen Rechtswissenschaftler auf 59 Millionen Euro. Die größten Schäden werden durch Post- und Bankraub verursacht. Äußerst selten verlaufen Raubtaten tödlich.
Die Tatverdächtigen von Raubtaten sind regelmäßig männlich, jung und vorbestraft. Der Anteil an jugendlichen Verdächtigen liegt bei knapp 30 %. Diese Altersgruppe ist vor allem beim Handtaschenraub häufig vertreten. Im übrigen hat der Anteil der über sechzigjährigen Tatverdächtigen in der Vergangenheit zugenommen.
|      | Erfasste Fälle | Erfasste Fälle        | Erfasste Fälle                                | Mit Schusswaffe | Mit Schusswaffe |                  |
| Jahr | Insgesamt      | Pro 100.000 Einwohner | Anteil der versuchten Taten (absolut/relativ) | Geschossen      | Gedroht         | Aufklärungsquote |
| ---- | -------------- | --------------------- | --------------------------------------------- | --------------- | --------------- | ---------------- |
| 1987 | 28.122         | 46,0,                 | 5.677 (20,2 %)                                | 233             | 3.248           | 47,5 %           |
| 1988 | 28.952         | 47,3                  | 5.712 (19,7 %)                                | 180             | 3.012           | 46,4 %           |
| 1989 | 30.152         | 48,9                  | 5.539 (18,4 %)                                | 178             | 2.964           | 43,8 %           |
| 1990 | 35.111         | 56,0                  | 6.221 (17,7 %)                                | 234             | 3.159           | 43,7 %           |
| 1991 | 44.638         | 68,7                  | 7.777 (17,4 %)                                | 299             | 3.832           | 41,4 %           |
| 1992 | 46.845         | 71,2                  | 8.224 (17,6 %)                                | 310             | 4.269           | 41,4 %           |
| 1993 | 61.757         | 76,3                  | 9.895 (16,0 %)                                | 445             | 5.597           | 42,6 %           |
| 1994 | 57.752         | 71,0                  | 9.642 (16,7 %)                                | 413             | 5.411           | 43,9 %           |
| 1995 | 63.470         | 77,8                  | 10.675 (16,8 %)                               | 427             | 5.824           | 45,8 %           |
| 1996 | 67.578         | 82,6                  | 11.797 (17,5 %)                               | 470             | 6.334           | 47,4 %           |
| 1997 | 69.569         | 84,8                  | 12.849 (18,5 %)                               | 475             | 6.520           | 48,4 %           |
| 1998 | 64.405         | 78,5                  | 12.564 (19,5 %)                               | 399             | 5.958           | 49,9 %           |
| 1999 | 61.420         | 74,9                  | 11.892 (19,4 %)                               | 359             | 5.510           | 50,4 %           |
| 2000 | 59.414         | 72,3                  | 11.519 (19,4 %)                               | 330             | 5.320           | 50,5 %           |
| 2001 | 57.108         | 69,4                  | 10.504 (18,4 %)                               | 280             | 4.878           | 50,9 %           |
| 2002 | 58.867         | 71,4                  | 10.532 (17,9 %)                               | 226             | 4.667           | 50,2 %           |
| 2003 | 59.782         | 72,4                  | 10.950 (18,3 %)                               | 269             | 5.250           | 50,0 %           |
| 2004 | 59.732         | 72,4                  | 11.280 (18,9 %)                               | 254             | 4.990           | 50,8 %           |
| 2005 | 54.841         | 66,5                  | 10.123 (18,5 %)                               | 236             | 4.424           | 50,9 %           |
| 2006 | 53.696         | 65,1                  | 10.075 (18,8 %)                               | 213             | 4.250           | 51,5 %           |
| 2007 | 52.949         | 64,3                  | 10.062 (19,0 %)                               | 208             | 3.860           | 51,5 %           |
| 2008 | 49.913         | 60,7                  | 9.777 (19,6 %)                                | 173             | 3.503           | 52,8 %           |
| 2009 | 49.317         | 60,1                  | 9.852 (20,0 %)                                | 150             | 3.876           | 52,6 %           |
| 2010 | 48.166         | 58,9                  | 9.697 (20,1 %)                                | 160             | 3.773           | 52,6 %           |
| 2011 | 48.021         | 58,7                  | 9.836 (20,5 %)                                | 163             | 3.488           | 52,7 %           |
| 2012 | 48.711         | 59,5                  | 9.538 (19,6 %)                                | 144             | 3.164           | 51,0 %           |
| 2013 | 47.234         | 58,7                  | 8.743 (18,5 %)                                | 146             | 2.467           | 51,7 %           |
| 2014 | 45.475         | 56,3                  | 8.648 (19,0 %)                                | 117             | 2.211           | 51,6 %           |
| 2015 | 44.666         | 55,0                  | 8.558 (19,2 %)                                | 133             | 2.176           | 51,7 %           |
| 2016 | 43.009         | 52,3                  | 8.813 (20,5 %)                                | 116             | 1.906           | 52,0 %           |
| 2017 | 38.849         | 47,1                  | 7.880 (20,3 %)                                | 131             | 1.766           | 55,1 %           |
| 2018 | 36.756         | 44,4                  | 7,549 (20,5 %)                                | 102             | 1.475           | 57,0 %           |
| 2019 | 36.052         | 43,4                  | 7.288 (20,2 %)                                | 105             | 1.719           | 59,0 %           |
| 2020 | 33.872         | 40,7                  | 7.160 (21,1 %)                                | 98              | 1.579           | 60,9 %           |
| 2021 | 30.125         | 36,2                  | 6.492 (21,6 %)                                | 106             | 1.220           | 61,7 %           |
| 2022 | 38.195         | 45,9                  | 7.792 (20,4 %)                                | 112             | 1.441           | 59,9 %           |

## Verwandte Tatbestände

### Räuberische Erpressung, §§ 253, 255 StGB
Systematisch und inhaltlich eng mit dem Raub verwandt ist die räuberische Erpressung (§ 255 StGB). Diesen Tatbestand erfüllt, wer eine Erpressung (§ 253 StGB) durch Gewalt gegen eine Person oder unter Anwendung von Drohungen mit gegenwärtiger Gefahr für Leib oder Leben begeht. Systematisch handelt es sich also um eine Qualifikation der Erpressung. Das Strafmaß der räuberischen Erpressung entspricht dem des Raubs, weshalb die § 250, § 251 StGB auf Taten nach § 255 StGB Anwendung finden.
Als Erpressung gilt nach dem Wortlaut des § 253 StGB jede qualifizierte Nötigung zwecks Vermögensschädigung. Hinsichtlich der Nötigungshandlung bestehen keine Unterschiede zu § 249 StGB. Das Merkmal des Vermögensschadens entspricht dem des Betrugs. Abgrenzungsschwierigkeiten zum Raubtatbestand ergeben sich daraus, dass die Erpressung ihrem Wortlaut nach jeden beliebigen Nötigungserfolg erfasst, der zu einer Vermögensschädigung führt. Unter den Wortlaut des § 253 StGB lässt sich daher auch die Nötigung zur Duldung einer Wegnahme, also zur Duldung eines Raubs, unter § 253 StGB subsumieren. Nach dem Gesetzeswortlaut ist damit jeder Raub zugleich eine räuberische Erpressung, was den Raubtatbestand angesichts des identischen Strafrahmens überflüssig erscheinen lässt. Ob und wie diese Überschneidung aufzulösen ist, ist umstritten:
Nach einer im juristischen Schrifttum verbreiteten Auffassung weisen Raub und räuberische Erpressung eigenständige, unterschiedliche Anwendungsbereiche auf und stehen daher zueinander im Verhältnis der Exklusivität. Begründet wird dies zum einen mit der Gesetzessystematik: § 249 und § 255 StGB seien als gleichwertige Delikte mit unterschiedlichen Schutzzwecken konzipiert. Während die Bestrafung von Raub das Eigentum vor Fremdschädigungen schütze, schütze die Bestrafung von räuberischer Erpressung das Vermögen vor der Selbstschädigung durch das Opfer. Das Verhältnis zwischen Raub und Erpressung ähnele also dem zwischen Diebstahl und Betrug. Um dies zum Ausdruck zu bringen, ergänzt diese Sichtweise den Tatbestand der Erpressung um das beim Betrug anerkannte ungeschriebene Merkmal der Vermögensverfügung. Eine solche Verfügung liegt vor, wenn sich der Genötigte aus mehreren Handlungsoptionen dazu entschließt, dem Täter den Zugriff auf die Sache zu ermöglichen. Eine Wegnahme liegt dagegen vor, wenn das Opfer davon ausgeht, dem Täter derart preisgegeben zu sein, dass der Täter unabhängig von seiner Mitwirkung Gewahrsam erlangt.
Dieser Sichtweise stehen Rechtsprechung und Teile des Schrifttums gegenüber, die auf eine Gesetzeskorrektur verzichten. Hiernach ist der Raub eine spezielle Erscheinungsform der räuberischen Erpressung, die diese im Wege der Konkurrenzen verdrängt. In beiden Fällen wird hiernach also die gleiche Schutzrichtung verfolgt, der Unterschied liegt lediglich im äußeren Erscheinungsbild der Tat. Beim Raub nehme der Täter dem Opfer die Sache weg, bei der räuberischen Erpressung lasse er sie sich vom Opfer übergeben. Eigenständige Bedeutung erlangt die räuberische Erpressung hiernach also nur in Fällen, in denen kein Raub vorliegt, etwa weil es bereits an einer Wegnahme oder an einem spezifischen subjektiven Merkmal des Raubs fehlt. Diese Sichtweise argumentiert damit, dass die in diesem Punkt unlogische Konzeption des Gesetzes eine Konsequenz des fragmentarischen Charakters des Strafrechts sei. Schließlich fuße das StGB nicht auf einer geschlossenen Systematik, sondern auf der Regelung ausgewählter, als strafwürdig empfundener Verhaltensweisen, sodass sich Überschneidungen nicht vermeiden lassen.

### Räuberischer Diebstahl, § 252 StGB
Ebenfalls in engem Zusammenhang zum Raub steht der räuberische Diebstahl (§ 252 StGB). Wie der Raubtatbestand kombiniert er Diebstahls- mit Nötigungselementen, allerdings in umgekehrter Reihenfolge. Er ist einschlägig, wenn der Täter nach Vollendung eines Diebstahls eine Person nötigt, um im Besitz der Beute zu bleiben. Bei Taten nach § 252 StGB erfolgt der Einsatz von Nötigungsmitteln also nicht vor, sondern erst nach der Wegnahme. § 252 StGB schützt das Restitutionsinteresse des Eigentümers.
§ 252 StGB setzt voraus, dass der Täter im Zeitraum zwischen Vollendung und Beendigung eines Diebstahls auf von einer Person bei der frischen Tat (in flagranti) betroffen wird. Ein Betreffen liegt vor, wenn der Täter innerhalb eines engen räumlich-zeitlichen Zusammenhangs zum Diebstahl am Tatort angetroffen wird. Nach überwiegender Ansicht ist nicht erforderlich, dass das Opfer den Täter tatsächlich wahrnimmt, sodass § 252 StGB etwa auch dann erfüllt ist, wenn der Täter das Opfer durch Gewaltanwendung ausschaltet, bevor es ihn wahrnehmen kann. Als Tathandlung bedarf es wie beim Raub einer qualifizierten Nötigung. Schließlich muss der Täter in der Absicht handeln, sich im Besitz der Beute zu erhalten. Ob dies objektiv gelingt, ist für die Strafbarkeit nicht entscheidend; maßgeblich ist allein die Absicht. Daher ist § 252 StGB ein kupiertes Erfolgsdelikt.
Das Strafmaß des § 252 StGB entspricht dem des Raubs. Daher finden auf den räuberischen Diebstahl § 250, § 251 StGB Anwendung. Die Gleichstellung mit dem Raub begründete der Gesetzgeber damit, dass der Täter eines räuberischen Diebstahls die qualifizierte Nötigung vermutlich auch vor Vollendung des Diebstahls begangen hätte, wenn er bereits zu diesem Zeitpunkt entdeckt angetroffen worden wäre. Alternative Deutungsansätze aus dem Schrifttums rechtfertigen die Gleichstellung mit der Vergleichbarkeit des Unrechts von Raub und räuberischem Diebstahl oder mit der Gefährlichkeit des bei der Tat entdeckten Diebs.
Der räuberische Diebstahl verdrängt grundsätzlich Diebstahl und Nötigung im Wege der Gesetzeskonkurrenz. Sofern der Diebstahl qualifiziert ist, besteht aus Klarstellungsgründen Tateinheit, soweit die qualifizierenden Merkmale nicht zugleich § 250 StGB erfüllen. Zu Delikten, die tateinheitlich mit dem Diebstahl verwirklicht werden, besteht Idealkonkurrenz.